# Alcandra
Dans la mythologie grecque, Alcandra est la femme de Polype, roi de Thèbes en Égypte.
Dans l'Odyssée, lorsque Télémaque vient à Sparte  rendre visite à Ménélas, Homère raconte sa première rencontre avec Hélène, entourée d'objets somptueux qu'elle a reçu de la part d'Alcandra. Lors d'une visite à Thèbes avec Ménélas, Hélène reçut en cadeau une quenouille d'or et une corbeille d'argent aux lèvres de vermeil montée sur roulette.

## Sources
- Homère, Odyssée [détail des éditions] [lire en ligne], IV, 126.